# دهستان زردبن
دهستان زردبن یکی از دهستان‌های بخش پیشین شهرستان راسک در استان سیستان و بلوچستان ایران است.

## جمعیت
براساس سرشماری مرکز آمار ایران در سال ۱۳۹۵، جمعیت آن ۴۱۱۹ نفر (در ۱۰۵۹ خانوار) بوده‌است.